# Исмати, Обид
Оби́д Исмати́ (тадж. Обид Исматӣ; узб. Обид Исматий) — советский, таджикский и узбекский поэт, драматург, фольклорист, переводчик и литератор. Член Союза писателей СССР (1934). Один из создателей таджикского театра.

## Биография
Обид Исмати родился в 1905 году в городе Самарканде. Учился сначала в медресе, далее в джадидской школе. 1927 году закончил учебу в Ташкенте. По окончании учебы стал преподавателем языка и литературы. Являлся одним из первых учителей в школах нового типа с новой системой обучения. Далее некоторое время преподавал в Узбекском педагогическом институте (ныне Самаркандский государственный университет).
В 1928 году уехал в Душанбе, там занимался научной и преподавательской работой в ряде образовательных и государственных учреждениях республики. В 1937 году был арестован в ходе так называемого Большого террора и выслан в Сибирь. Погиб на ссылке 15 марта 1945 года в возрасте 40 лет.
Начал заниматься творчеством с 1920-х годов. Писал множество стихов и статей, которые печатались на многих газетах и журналах, в том числе на «Овози Тоджик», «Бедории Тоджик», «Рахбари Дониш», «Мулло Мушфики» и «Бигиз». Является автором ряда сборников стихов, а также книг по таджикскому языку, большинство которых были опубликованы.